# Pappea
Pappea é um género botânico pertencente à família Sapindaceae.